# Pièce de 20 dollars américains de 1933
La pièce de 20 dollars américains de 1933 ou double eagle de 1933 est une pièce d'or américaine conçue par Augustus Saint-Gaudens. Bien que 445 500 exemplaires de cette pièce de Saint-Gaudens soient frappés en 1933, en pleine Grande Dépression, aucun n'est jamais officiellement mis en circulation et tous, sauf deux, ont reçu l'ordre d'être fondus. Cependant, on sait que vingt autres pièces sont sauvées de la fonte en étant volées et se sont retrouvées entre les mains de collectionneurs avant d'être récupérées. Huit des pièces retrouvées sont détruites, ce qui en fait l'une des pièces les plus rares au monde, avec seulement 14 spécimens connus — dont un seul est une propriété privée, connu sous le nom de « spécimen Weitzman ». Cette pièce n'ayant jamais été rendue publique, il est illégal de posséder à titre privé l'une d'elles, à l'exception du spécimen Weitzman. Les services secrets américains enquêteraient sur les rapports faisant état de l'existence d'autres spécimens.
Les deux pièces intentionnellement épargnées se trouvent dans la collection numismatique nationale des États-Unis, à la Smithsonian Institution, dix autres sont conservées à l'United States Bullion Depository à Fort Knox, et la seule pièce retrouvée est vendue en 2002 au collectionneur privé Stuart Weitzman — qui est resté anonyme à l'époque — pour 7,59 millions de dollars, le deuxième prix le plus élevé payé aux enchères pour une seule pièce de monnaie américaine. La pièce est de nouveau vendue à un acheteur anonyme lors d'une vente aux enchères en juin 2021 pour 18,9 millions de dollars, ce qui en fait la pièce la plus chère jamais vendue.

## La production des Double Eagles de 1933
Dans l'optique d'enrayer les effets du krach boursier des années 1930, le président des États-Unis, Franklin D. Roosevelt adopte une mesure visant à ce que les banques de la Réserve fédérale récupèrent les pièces de monnaie et les lingots en or détenus par des particuliers (décret présidentiel 6102). Ces mesures avaient pour but de lutter contre la thésaurisation et la fuite devant la monnaie papier.
Certaines catégories de pièces ne furent toutefois pas visées :
- l'or nécessaire à l'industrie ou au commerce ;
- les pièces dont le montant est inférieur à 100 dollars ou qui présentent un intérêt pour les collectionneurs ;
- les stocks d'or marqués ou détenus, en confiance, pour des gouvernements étrangers ;
- les pièces et les lingots ayant reçu une licence dans le cadre de l'import-export.

Dès 1933 et à la suite du Gold Reserve Act de 1934, il devint hors-la-loi de détenir des pièces américaines en or, à l'exception des pièces de collection. Cette « loi sur la réserve d'or » eut un impact direct sur l'existence des Double Eagle de 1933. En effet, les pièces avaient été frappées après cet édit, sans que la monnaie en fut avertie, elles étaient donc illégales. Il fut décidé de procéder à la refonte de l'ensemble du lot qui n'avait jamais quitté la réserve fédérale de Philadelphie. Cette refonte n'intervint toutefois que fin 1934. Deux exemplaires furent confiés par la Monnaie des États-Unis à la Smithsonian Institution on peut les voir dans la collection numismatique nationale.
Ces deux exemplaires auraient dû être les deux seuls existants. À l'insu de la Monnaie, un certain nombre d'exemplaires se sont néanmoins retrouvés sur le marché à la suite, manifestement, d'un vol. Peut-être le caissier de la Monnaie, Georges McCann, était-il impliqué ainsi que le bijoutier de Philadelphie, Israël Switt, qui écoula plusieurs exemplaires.
Louis E. Eliasberg a possédé à un moment donné une pièce de 20 dollars en or de 1933. En apprenant que le gouvernement pensait que les pièces n'avaient pas été émises légalement par la Monnaie et qu'il les rappelait, il a volontairement rendu sa pièce au gouvernement en 1952, sans compensation.
Les pièces circulèrent parmi les collectionneurs pendant plusieurs années avant que le F.B.I. fut informé de leur existence. Durant l'enquête de 1944, menée par l'agent fédéral Harry Strang, sept pièces furent ainsi récupérées et détruites. Une pièce échappa à la vigilance des enquêteurs et reçut, à la suite d'une erreur administrative, un visa d'exportation. Elle fut acquise par le roi Farouk d'Égypte qui la détint jusqu'en 1952. Les investigations terminées, les soupçons se portèrent bien sur les deux suspects mais en raison de la prescription, ils ne purent être poursuivis.

## Double eagledu roi Farouk

### Exportation et disparition
Le double aigle manquant est acquis par le roi Farouk d'Égypte, qui est un collectionneur de nombreuses choses, y compris des œufs impériaux Fabergé, des bouteilles d'aspirine anciennes, des presse-papiers, des timbres-poste, et des pièces de monnaie, dont il possède une collection de plus de 8 500. En 1944, Farouk achète un double eagle de 1933, et en stricte conformité avec la loi, ses ministres demandent au département du Trésor des États-Unis une licence d'exportation pour la pièce. Le département du Trésor tente en vain de travailler par le biais de canaux diplomatiques pour demander le retour de la pièce d'Égypte. En 1952, le roi Farouk est renversé lors d'un coup d'État, et bon nombre de ses possessions sont mises aux enchères publiques y compris le double eagle. Le gouvernement américain demande le retour de la pièce, et le gouvernement égyptien déclare qu'il se conforme à la demande. Cependant, la pièce disparaît et n'est plus vue en Égypte.

### Réapparition
En 1996, un double eagle refait surface après plus de 40 ans, lorsque le marchand de pièces britannique Stephen Fenton est arrêté par des agents du Secret Service américain lors d'une opération à l'hôtel Waldorf-Astoria à New York. Bien qu'il déclare initialement aux enquêteurs qu'il a acheté la pièce au comptoir de sa boutique, il change ensuite sa version. Sous serment, il soutient que la pièce provient de la collection du roi Farouk, bien que cela ne puisse pas être vérifié. Les accusations criminelles contre Fenton sont ensuite abandonnées, et il défend sa propriété de la pièce devant un tribunal civil. L'affaire civile est réglée en 2001 lorsqu'il est convenu que la propriété du double eagle revient au gouvernement américain, et que la pièce peut alors être légalement vendue aux enchères au plus offrant. Le Trésor américain émet un document unique pour « émettre et monétiser » la pièce, la rendant ainsi une pièce d'or ayant cours légal aux États-Unis.
Lorsque la pièce est saisie, elle est transférée à un endroit censé être sûr : les coffres du Trésor du World Trade Center. Lorsque le règlement judiciaire est conclu en juillet 2001, seulement deux mois avant la destruction du World Trade Center, la pièce est transférée à Fort Knox pour être en sécurité.

### Vente de 2002
Le 30 juillet 2002, le double eagle de 1933 est vendu à un enchérisseur anonyme lors d'une vente aux enchères organisée par Stacks Bowers à New York pour 6,6 millions de dollars, plus une surtaxe d'acheteur de 15 % et 20 dollars supplémentaires nécessaires pour monétiser la valeur faciale de la pièce afin qu'elle devienne une monnaie légale. Le prix de vente final s'élève donc élevé à 7 590 020 dollars, soit près de deux fois le précédent record pour une pièce de monnaie. La moitié du prix d'adjudication doit être remise au Trésor américain, plus les 20 dollars nécessaires à la monétisation de la pièce, tandis que Stephen Fenton a droit à l'autre moitié. La vente aux enchères dûre moins de neuf minutes.

### Vente de 2021
L'acheteur de 2002 est resté anonyme pendant près de deux décennies, jusqu'en mars 2021, date à laquelle il a été révélé dans un article du New York Times qu'il s'agissait du collectionneur Stuart Weitzman. La décision de Weitzman de se révéler comme propriétaire de la pièce depuis 2002 coïncide avec sa décision de la vendre, lors d'une vente aux enchères de Sotheby's prévue pour juin 2021. La pièce a été cataloguée comme lot 1 dans la vente aux enchères du 8 juin 2021 de Sotheby's, et a été vendue ce jour-là pour 18 872 250 dollars,,.

## Découverte de dix nouvelles pièces
En août 2005, la Monnaie des États-Unis annonce la récupération de dix double eagle de 1933 auprès de la famille du bijoutier de Philadelphie, Israel Switt, le faussaire de pièces identifié par les services secrets comme étant impliqué dans le vol, qui admet avoir vendu les neuf pièces récupérés un demi-siècle plus tôt. En septembre 2004, la prétendue propriétaire des pièces, Joan Switt Langbord, remet volontairement les dix pièces au Secret Service. En juillet 2005, les pièces sont authentifiées par la Monnaie en collaboration avec la Smithsonian Institution en tant que véritables double eagles de 1933.

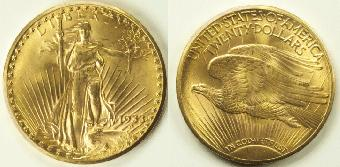
La pièce double eagle de 1933, « la Joconde » des numismates.

Selon divers récits, Israel Switt a de nombreux contacts et amis au sein de la Monnaie de Philadelphie et aurait eu accès à de nombreux points du processus de frappe. Une source secondaire rapporte que les services secrets ont découvert qu'un seul homme, George McCann, a accès aux pièces à l'époque et purge une peine de prison pour une malversation similaire en 1940. Switt aurait pu obtenir les pièces volées grâce à une relation avec le chef de la caisse de la Monnaie.
Des experts en numismatique avancent l'argument selon lequel Switt aurait pu légalement obtenir les pièces de 1933 lorsqu'il échange de l'or en lingots contre des pièces. Bien que les archives de la Monnaie montrent clairement qu'aucune pièce de 1933 n'est émise, il y aurait eu trois semaines en mars 1933 où de nouveaux double eagles auraient pu être légalement obtenus. La Monnaie commence à frapper des double eagles le 15 mars, et l'ordonnance exécutive du président Franklin D. Roosevelt pour les interdire n'est finalisée que le 5 avril. Le 6 mars 1933, le secrétaire au Trésor ordonne au directeur de la Monnaie de payer l'or uniquement sous licence délivrée par le secrétaire, et les relevés quotidiens de la caisse de la Monnaie des États-Unis ne reflètent pas le paiement de double eagles de 1933.
Jusqu'au début des années 1970, lorsque le président Richard Nixon retire les États-Unis de l'étalon-or et que le président Gerald Ford signe une législation rendant à nouveau légal pour le public de posséder des lingots d'or, tout double eagle de 1933 récupéré, doit être fondu. Par conséquent, bien que les pièces récupérés avant 1974 soient fondus, tout double eagle récupéré après la législation peut être épargné de ce sort. À l'exception de celui vendu le 30 juillet 2002, les pièces de 1933 ne peuvent pas être en possession légale de n'importe quel membre du public, car elles ne sont jamais émises légalement et restent donc la propriété du gouvernement des États-Unis.
Le 28 octobre 2010, le juge de district des États-Unis Legrome D. Davis (en) rend une décision de 20 pages concernant les revendications des descendants d'Israel Switt sur les pièces, conduisant à un procès en juillet 2011. Le 20 juillet 2011, après un procès de dix jours, un jury statue à l'unanimité en faveur du gouvernement américain concernant la propriété des dix double eagles. Le tribunal conclut que des preuves circonstancielles prouvent qu'Israel Switt a illégalement obtenu les pièces et qu'elles sont donc toujours la propriété du gouvernement. La décision est confirmée le 29 août 2012, et les plaignants prévoient de faire appel.
Les dix double eagles sont stockés à la Fort Knox Bullion Depository. Ils sont montrés aux jurés à Philadelphie lors du procès de juillet 2011, puis sont retournés à Fort Knox, où ils doivent rester jusqu'à ce qu'une décision soit prise concernant leur disposition. En avril 2015, une cour d'appel fédérale américaine ordonne le retour des pièces à la famille Langbord car la saisie d'origine des biens est effectuée de manière incorrecte, le gouvernement n'ayant pas déposé de plainte civile en confiscation judiciaire dans les 90 jours de la demande de saisie de la famille. Cette ordonnance est annulée le 28 juillet 2015, et en octobre 2015, une session a lieu avec 13 juges de la Cour d'appel du Troisième circuit, où ils entendent des arguments dans l'appel en cours. Le 1er août 2016, les juges annulent la décision précédente, considérant que les pièces sont la propriété du gouvernement américain. Les Langbords font appel à la Cour suprême des États-Unis, qui refuse la certiorari le 17 avril 2017.
Les double eagles de 1933 sont vus par le secrétaire au Trésor américain Steven Mnuchin et le leader de la majorité au Sénat Mitch McConnell lors de leur visite au dépôt de lingots des États-Unis à Fort Knox le 21 août 2017. Le document du Freedom of Information Act publié après leur visite fait référence aux pièces comme « dix (10) pièces d'or Double Eagle de 1933 récemment retournées à la garde de la Monnaie ».

## Tournée européenne de 2012
La pièce fut présentée au public en mars 2012 dans les capitales européennes Londres, Dublin, Bruxelles, Prague, Varsovie, Oslo et Helsinki.
À Bruxelles, elle fut présentée à la Bibliothèque royale de Belgique le vendredi 9 mars.

## Documentaire
- Hunt for Double Eagle, version française : À la recherche de la pièce perdue, produit par Laura Jones (Fulcrum TV), réalisé par Tilman Remme, 53 min, 2010.